# Barça Manager 2000
Barça Manager 2000 és un videojoc esportiu basat en la simulació de la gestió de clubs de futbol per a la consola PlayStation. Fou desenvolupat per Anco Software i publicat per Ubisoft l'any 2000. És l'únic joc d'aquesta consola en català.
Barça Manager 2000 es llançà únicament a l'estat espanyol. Tanmateix, també se'n publicaren altres versions similars als altres territoris europeus sota els títols de Player Manager 2000 (anglès), Calcio Manager 2000 (italià), Guy Roux Manager 2000 (francès) i Sportweek Player Manager 2000 (neerlandès).
Tot i el nom del joc, inclou nombrosos clubs futbolístics i no pas només el FC Barcelona. Les úniques altres referències que se'n fan són l'himne del club a la pantalla del títol i algunes imatges de l'estadi Camp Nou. El joc permet als jugadors simular l'administració d'un equip d'una de quatre lligues (Espanya, Anglaterra, França o Itàlia) fins al dia del partit.